# اروینگ، شهرستان مرین، کالیفرنیا
اروینگ شهرستان مرین (به انگلیسی: Irving) یک منطقهٔ مسکونی در ایالات متحده آمریکا است که در شهرستان مارین، کالیفرنیا واقع شده‌است. اروینگ شهرستان مرین ۴۲ متر بالاتر از سطح دریا واقع شده‌است.